# Campeonato Mundial de Atletismo de 2017 - Lançamento de disco feminino

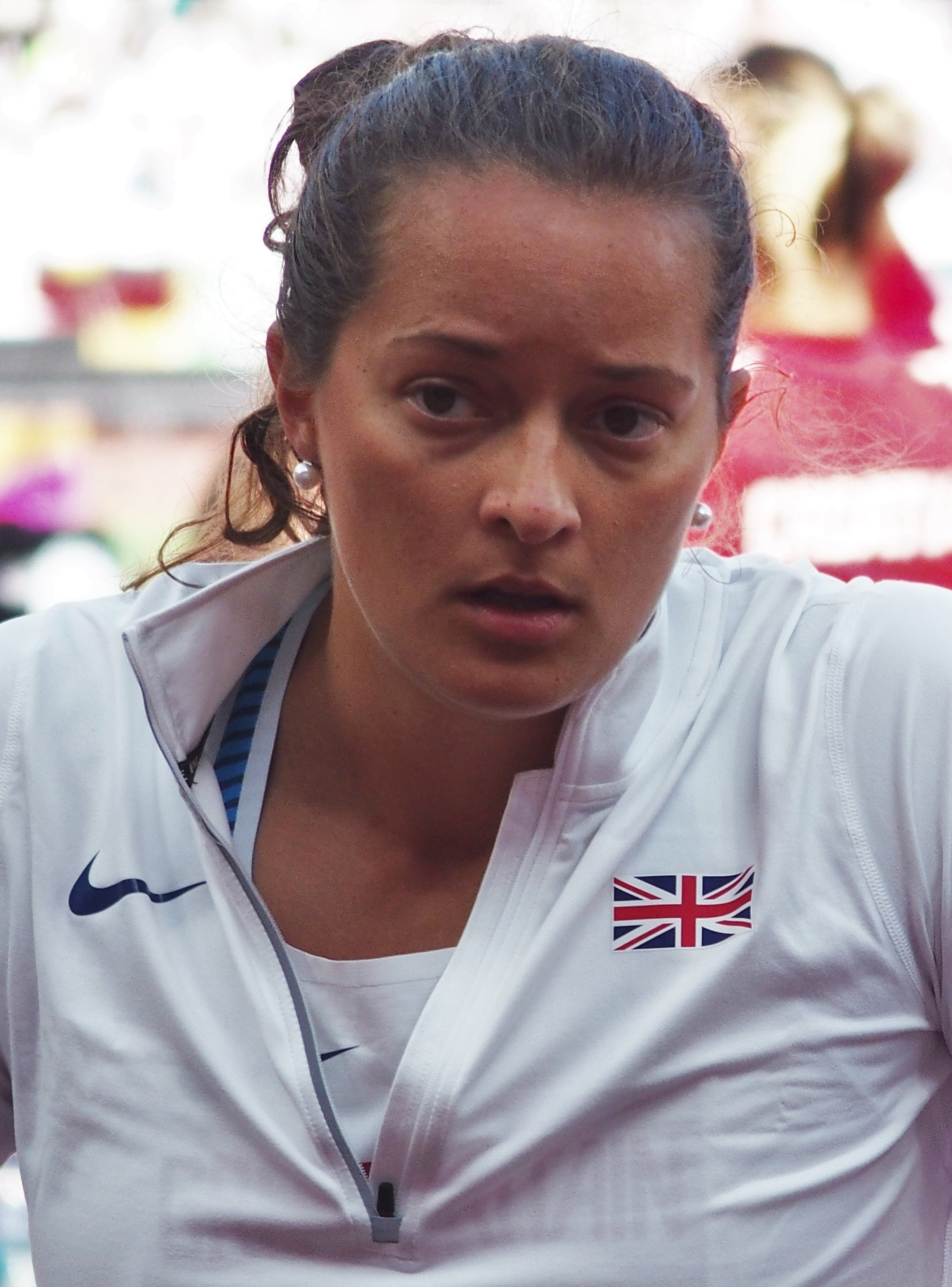
Jade Lally, lançadora de discos da gran bretanha

A competição do lançamento de disco feminino no Campeonato Mundial de Atletismo de 2017 foi realizada no Estádio Olímpico de Londres nos dias 11 e 13 de agosto. Sandra Perković da Croácia levou a medalha de ouro.

## Recordes
Antes da competição, os recordes eram os seguintes:
| Recorde mundial                               | Gabriele Reinsch (GDR)   | 76.80 | Neubrandenburg, Alemanha Oriental | 9 de julho de 1988    |
| Recorde do campeonato                         | Martina Hellmann (GDR)   | 71.62 | Roma, Itália                      | 31de agosto de 1987   |
| Recorde do ano                                | Sandra Perković (CRO)    | 71.41 | Bellinzona, Suíça                 | 18 de julho de 2017   |
| Recorde africano                              | Elizna Naudé (RSA)       | 64.87 | Stellenbosch, África do Sul       | 2 de março de 2007    |
| Recorde asiático                              | Xiao Yanling (CHN)       | 71.68 | Pequim, China                     | 14de março de 1992    |
| Recorde da América do Norte, Central e Caribe | Hilda Ramos (CUB)        | 70.88 | Havana, Cuba                      | 8 de maio de 1992     |
| Recorde da América do Sul                     | Andressa de Morais (BRA) | 64.21 | Barquisimeto, Venezuela           | 10 de junho de 2012   |
| Recorde europeu                               | Gabriele Reinsch (GDR)   | 76.80 | Neubrandenburg, Alemanha Oriental | 7 de julho de 1988    |
| Recorde da Oceania                            | Daniela Costian (AUS)    | 68.72 | Auckland, Nova Zelândia           | 22 de janeiro de 1994 |

Os seguintes recordes foram estabelecidos durante esta competição:
| Recorde | Distância | Atleta       | Nacionalidade | Data                 |
| ------- | --------- | ------------ | ------------- | -------------------- |
| Oceania | 69.64     | Dani Stevens | Austrália     | 13 de agosto de 2017 |

## Medalhistas
| Ouro                  | Prata              | Bronze                     |
| Sandra Perković (CRO) | Dani Stevens (AUS) | Mélina Robert-Michon (FRA) |

## Tempo de qualificação
| Tempo de qualificação |
| --------------------- |
| 61.20 metros          |

## Calendário
| Data                 | Horário | Fase         |
| -------------------- | ------- | ------------ |
| 11 de agosto de 2017 | 20:10   | Qualificação |
| 13 de agosto de 2017 | 19:10   | Final        |

Todos os horários estão no horário local (UTC+1)

## Resultados

### Qualificação
Qualificação: 62,50 m (Q) ou as doze melhores performances (q) 
| Pos. | Grupo | Atleta                   | Nacionalidade  | Tentativa | Tentativa | Tentativa | Marca | Notas |
| Pos. | Grupo | Atleta                   | Nacionalidade  | 1         | 2         | 3         | Marca | Notas |
| ---- | ----- | ------------------------ | -------------- | --------- | --------- | --------- | ----- | ----- |
| 1    | A     | Sandra Perković          | Croácia        | x         | 69.67     |           | 69.67 | Q     |
| 2    | B     | Yaime Pérez              | Cuba           | 65.58     |           |           | 65.58 | Q     |
| 3    | B     | Dani Stevens             | Austrália      | 65.56     |           |           | 65.56 | Q     |
| 4    | B     | Mélina Robert-Michon     | França         | 63.97     |           |           | 63.97 | Q,    |
| 5    | A     | Denia Caballero          | Cuba           | 58.77     | x         | 63.79     | 63.79 | Q     |
| 6    | B     | Nadine Müller            | Alemanha       | 60.31     | 62.47     | 63.35     | 63.35 | Q     |
| 7    | B     | Su Xinyue                | China          | 60.83     | 61.35     | 63.00     | 63.00 | Q     |
| 8    | A     | Andressa de Morais       | Brasil         | 60.61     | 62.80     |           | 62.80 | Q     |
| 9    | B     | Chen Yang                | China          | x         | 62.71     |           | 62.71 | Q     |
| 10   | A     | Feng Bin                 | China          | 62.48     | x         | 61.95     | 62.48 | q     |
| 11   | A     | Julia Harting            | Alemanha       | 61.34     | 61.70     | 59.41     | 61.70 | q     |
| 12   | B     | Zinaida Sendriūtė        | Lituânia       | 61.48     | x         | 57.57     | 61.48 | q,    |
| 13   | B     | Whitney Ashley           | Estados Unidos | x         | 60.94     | 59.22     | 60.94 |       |
| 14   | A     | Anna Rüh                 | Alemanha       | 60.78     | 60.66     | x         | 60.78 |       |
| 15   | B     | Shadae Lawrence          | Jamaica        | x         | 59.25     | x         | 59.25 |       |
| 16   | B     | Fernanda Martins         | Brasil         | 58.51     | x         | x         | 58.51 |       |
| 17   | A     | Gia Lewis-Smallwood      | Estados Unidos | x         | 58.15     | 58.13     | 58.15 |       |
| 18   | A     | Jade Lally               | Grã-Bretanha   | x         | x         | 57.71     | 57.71 |       |
| 19   | B     | Dragana Tomašević        | Sérvia         | 56.14     | 57.78     | 57.28     | 57.78 |       |
| 20   | A     | Sabina Asenjo            | Espanha        | 57.00     | x         | x         | 57.00 |       |
| 21   | B     | Irina Rodrigues          | Portugal       | 54.94     | 55.87     | 56.98     | 56.98 |       |
| 22   | A     | Hrisoula Anagnostopoulou | Grécia         | 56.91     | 56.08     | 55.26     | 56.91 |       |
| 23   | A     | Kellion Knibb            | Jamaica        | x         | x         | 56.73     | 56.73 |       |
| 24   | A     | Anita Márton             | Hungria        | 55.96     | 54.91     | x         | 55.96 |       |
| 25   | A     | Natalia Semenova         | Ucrânia        | x         | x         | 55.83     | 55.83 |       |
| 26   | B     | Subenrat Insaeng         | Tailândia      | 53.74     | x         | 55.16     | 55.16 |       |
| 27   | A     | Taryn Gollshewsky        | Austrália      | 54.29     | x         | 53.69     | 54.29 |       |
| 28   | B     | Valarie Allman           | Estados Unidos | 53.85     | x         | x         | 53.85 |       |
| 29   | B     | Karen Gallardo           | Chile          | 52.36     | x         | 52.81     | 52.81 |       |
| 30   | A     | Tara-Sue Barnett         | Jamaica        | x         | x         | x         | NM    |       |

### Final
A final da prova ocorreu dia 13 de agosto às 20:25.
| Pos.              | Atleta               | Nacionalidade | Tentativa | Tentativa | Tentativa | Tentativa | Tentativa | Tentativa | Marca | Notas                |
| Pos.              | Atleta               | Nacionalidade | 1         | 2         | 3         | 4         | 5         | 6         | Marca | Notas                |
| ----------------- | -------------------- | ------------- | --------- | --------- | --------- | --------- | --------- | --------- | ----- | -------------------- |
| Medalha de ouro   | Sandra Perković      | Croácia       | 69.30     | 70.31     | 70.28     | 69.81     | x         | x         | 70.31 |                      |
| Medalha de prata  | Dani Stevens         | Austrália     | 64.23     | 65.46     | x         | 66.82     | 66.59     | 69.64     | 69.64 | Recorde da Oceania   |
| Medalha de bronze | Mélina Robert-Michon | França        | 65.49     | 62.54     | x         | 61.88     | 65.39     | 66.21     | 66.21 | Recorde da temporada |
| 4                 | Yaime Pérez          | Cuba          | 62.54     | x         | x         | 64.82     | 63.43     | 64.60     | 64.82 |                      |
| 5                 | Denia Caballero      | Cuba          | 63.22     | 62.88     | x         | 62.18     | 64.37     | x         | 64.37 |                      |
| 6                 | Nadine Müller        | Alemanha      | 64.13     | x         | 62.49     | x         | 63.71     | x         | 64.13 |                      |
| 7                 | Su Xinyue            | China         | x         | 60.59     | 63.37     | x         | 61.12     | 62.05     | 63.37 |                      |
| 8                 | Feng Bin             | China         | 61.56     | 60.81     | x         | x         | 51.95     | x         | 61.56 |                      |
| 9                 | Julia Harting        | Alemanha      | 61.34     | x         | x         |           |           |           | 61.34 |                      |
| 10                | Chen Yang            | China         | 58.19     | x         | 61.28     |           |           |           | 61.28 |                      |
| 11                | Andressa de Morais   | Brasil        | 60.00     | x         | x         |           |           |           | 60.00 |                      |
| 12                | Zinaida Sendriūtė    | Lituânia      | x         | x         | x         |           |           |           | NM    |                      |

Legenda
| Recorde mundial       | Recorde mundial (World record)               |                       | Recorde africano                      | Recorde africano (African) |                                           | Q | Classificado por posição (Qualified) |
| Recorde do campeonato | Recorde do campeonato (Championship record)  | Recorde da América    | Recorde da América (Americas)         | q                          | Classificado por melhor tempo (Qualified) |   |                                      |
| Melhor marca do ano   | Melhor marca do ano (World leading)          | Recorde asiático      | Recorde asiático (Asian)              | DNS                        | Não largou (Did not start)                |   |                                      |
| Recorde nacional      | Recorde nacional (National record)           | Recorde europeu       | Recorde europeu (European)            | DNF                        | Não terminou (Did not finish)             |   |                                      |
| Recorde pessoal       | Recorde pessoal do atleta (Personal best)    | Recorde da Oceania    | Recorde da Oceania (Oceania)          | DSQ / DQ                   | Desclassificado (Disqualified)            |   |                                      |
| Recorde da temporada  | Recorde da temporada do atleta (Season best) | Recorde sul-americano | Recorde sul-americano (South America) | NM                         | Sem marca (No mark)                       |   |                                      |